# 田倉山
田倉山（たくらやま）は、兵庫県朝来市と京都府福知山市との境にある小型の火山である。宝山（たからやま）とも呼ぶ。標高は350m。

## 解説
田倉山火山は、玄武岩を基岩とし、東西4.3km、南北2.3kmに広がる溶岩台地と台地北部のスコリア丘からなる。北但馬単成火山群に属する。
スコリア丘は、直径約1km、麓からの比高が140mほどの円錐台形である。頂上部には火口跡と思われる窪みが残り、南側に谷が開いている。
田倉山火山の活動は、約38-30数万年前の間に少なくとも3回以上ある。溶岩は下位から小倉溶岩・衣摺溶岩・田倉山溶岩の3種に区分され、最後の噴火で田倉山溶岩を流出させたのち、スコリア丘を形成されたことがわかっている。
田倉山の溶岩台地は、夜久野高原とも呼ばれ、特産のクリ、ブドウ、スイカの栽培が盛んである。 夜久野の名は「焼け野」からの変化とも言われている。南東に2.5kmの位置にある「やくの玄武岩公園」では、田倉山からの溶岩流にできた柱状節理を観察できる公園がある。